# Pema Wangchen
Ne doit pas être confondu avec Jigme Pema Wangchen.
Pema Wangchen est un prisonnier tibétain (1988-26 avril 2019).

## Biographie
Pema Wangchen a été arrêté pour avoir chanté l'hymne national tibétain le 13 février 2016, le 5e jour du nouvel an tibétain, dans le canton d'Ogzang, comté de Kardzé, Kham. La vidéo le montrant chantant l'hymne est devenu virale sur l'application de micro-messagerie chinoise Wechat et serait la principale cause de sa détention en avril 2016 après que la police locale l'ait arrêté pour avoir conduit une voiture sans permis de conduire. 
Il a été détenu et brutalement torturé pendant 15 jours par la police chinoise avant d'être relâché début mai 2016. 
L'association Gu-Chu-Sum Mouvement du Tibet a déclaré qu'il est évident d'après son interrogatoire que la raison de sa détention était qu'il avait chanté une « chanson réactionnaire » et que « l'impact de la torture et des mauvais traitements graves qu'il a subis pendant sa détention était évident pour la santé de Pema, qui était devenu fragile et qui avait souvent des problèmes de santé ». 
Après une longue maladie depuis sa libération, son état de santé s’est détérioré depuis qu’il a été admis à l’hôpital le 21 avril 2019. Trois jours plus tard, il est décédé. 
Le frère de Pema Wangchen, Palden Trinley, un moine du monastère de Kardze, a été arrêté en 2008 avec deux autres moines qui ont défilé dans Kardzé en criant « Longue vie au Dalaï Lama ». Il a emprisonné sept ans. 
L'association de la famille à des manifestations politiques a abouti à ce que le gouvernement chinois retienne des avantages et des subventions en guise de mesure punitive. Pema Wangchen était un père célibataire de trois enfants et un chauffeur de profession. Il laisse dans le deuil ses trois enfants et ses vieux parents.